# Oltressenda Alta
Oltressenda Alta est une commune italienne de la province de Bergame, dans la région Lombardie.

## Administration
| Période                                  | Période | Identité | Étiquette | Qualité |
| ---------------------------------------- | ------- | -------- | --------- | ------- |
|                                          |         |          |           |         |
| Les données manquantes sont à compléter. |         |          |           |         |

### Communes limitrophes
Ardesio, Clusone, Gromo, Rovetta, Villa d'Ogna, Vilminore di Scalve